# Aproximació lineal

Recta tangent a (a, f(a))

En matemàtiques, una aproximació lineal és una aproximació d'una funció qualsevol fent servir una funció lineal (de forma més precisa una funció afí).

## Definició
Donada una funció derivable f d'una variable real, el teorema de Taylor per a n=1 estableix que
{\displaystyle f(x)=f(a)+f\ '(a)(x-a)+R_{2}}
on el terme {\displaystyle R_{2}} és el residu o error. L'aproximació lineal s'obté depreciant el residu:
{\displaystyle f(x)\approx f(a)+f\ '(a)(x-a)}
Lo qual és cert per a valors de x propers a a. L'expressió del cantó dret és precisament l'equació de la recta tangent a la gràfica de f al punt (a, f(a)), i per aquest motiu, d'aquest procés també se'n diu aproximació per la recta tangent.
Les aproximacions lineals per a funcions vectorials de variable vectorial, s'obtenen de la mateixa forma, substituint la derivada en un punt per la matriu jacobiana. Per exemple, donada una funció derivable {\displaystyle f(x,y)} amb variables reals, es pot aproximar {\displaystyle f(x,y)} per {\displaystyle (x,y)} en punts proper a {\displaystyle (a,b)} fent servir la fórmula
{\displaystyle f\left(x,y\right)\approx f\left(a,b\right)+{\frac {\partial f}{\partial x}}\left(a,b\right)\left(x-a\right)+{\frac {\partial f}{\partial y}}\left(a,b\right)\left(y-b\right).}
L'expressió de la dreta és l'equació del pla tangent a la gràfica de {\displaystyle z=f(x,y)} al punt {\displaystyle (a,b).}
En el cas més general d'espais de Banach, es té
{\displaystyle f(x)\approx f(a)+Df(a)(x-a)}
on {\displaystyle Df(a)} és la derivada de Fréchet de {\displaystyle f} a {\displaystyle a}.

## Exemples
Per a trobar una aproximació de {\displaystyle {\sqrt[{3}]{25}}} es pot fer tal com s'explica tot seguit.
1. Es planteja la funció {\displaystyle f(x)=x^{1/3}.\,} Per tant, el problema consisteix a trobar el valor de {\displaystyle f(25)}.
2. Es té 
{\displaystyle f\ '(x)=1/3x^{-2/3}.}
3. D'acord amb l'aproximació lineal 
{\displaystyle f(25)\approx f(27)+f\ '(27)(25-27)=3-2/27.}
4. El resultat, 2,926, és força proper al valor de la funció 2,924…